# Giovanni Battista Spotorno
Giovanni Battista Spotorno (Albisola Superiore, 24 ottobre 1788 – Genova, 22 febbraio 1844) è stato uno storico e letterato italiano.

## Biografia
Sacerdote dell'Ordine dei Padri Barnabiti, fu uno dei critici più preparati nel campo della storia letteraria ligure.
Dopo studi filosofici a Savona compiuti alle Scuole Pie, prese nel 1806 gli ordini religiosi a San Severino Marche.
Passò quindi a Roma, continuando gli studi di matematica e giurisprudenza, per poi diventare docente di retorica a Bologna, Livorno (dove fu il maestro di Francesco Domenico Guerrazzi), e Genova, dove insegnò anche eloquenza latina all'Università genovese.
Scrisse numerose opere di storia e di critica letteratura, la più importante delle quali fu la Storia letteraria della Liguria, ricca di fonti e di notizie.
Dal 1824 fu inoltre prefetto e capace organizzatore della Biblioteca Civica Berio di Genova, che era passata alla proprietà del Comune.

## Opere
- Trattato dell'arte epigrafica, 2 voll., Savona, Zerbini, 1813.
- Poesie del padre Giambattista Spotorno c.r. Barnabita, 2ª ed., Reggio, G. Davolio, 1818.
- Della origine e della patria di Cristoforo Colombo, Genova, Andrea Frugoni, 1819.
- Notizie storico-critiche del b. Giacomo da Varazze, Genova, Tip. Arciv. Di Luca Carniglia, prob. 1823.
- Ritratti ed elogi di Liguri illustri, Genova, G.B. Gervasioni, 1824.
- Storia letteraria della Liguria, 4 tomi, Genova, Ponthenier, 1824-1826.
- Panegirici e discorsi sacri, Genova, A. Pendola, 1833.
- Iscrizioni antiche di Albenga, Genova, Giovanni Ferrando, 1835.